# ارتش ورشو
سپاه ورشو (لهستانی: Armia Warszawa) یکی از سپاه‌های ارتش لهستان بود که هشت روز پس از آغاز تهاجم به لهستان توسط آلمان به صورت خلق‌الساعه جهت دفاع از شهر ورشو پایتخت لهستان ایجاد گشت.

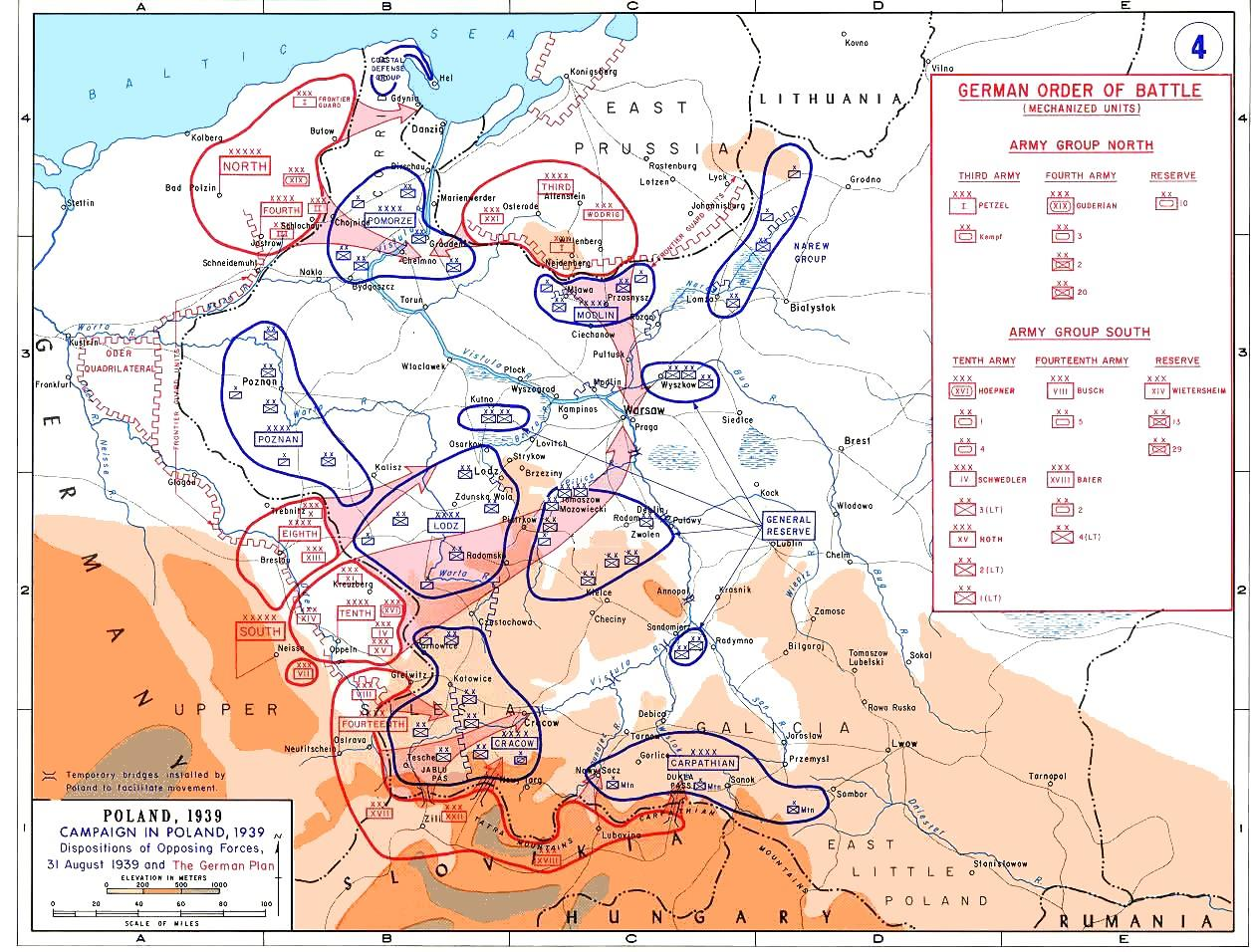
آرایش نیروها در روز اول تهاجم آلمان به لهستان.

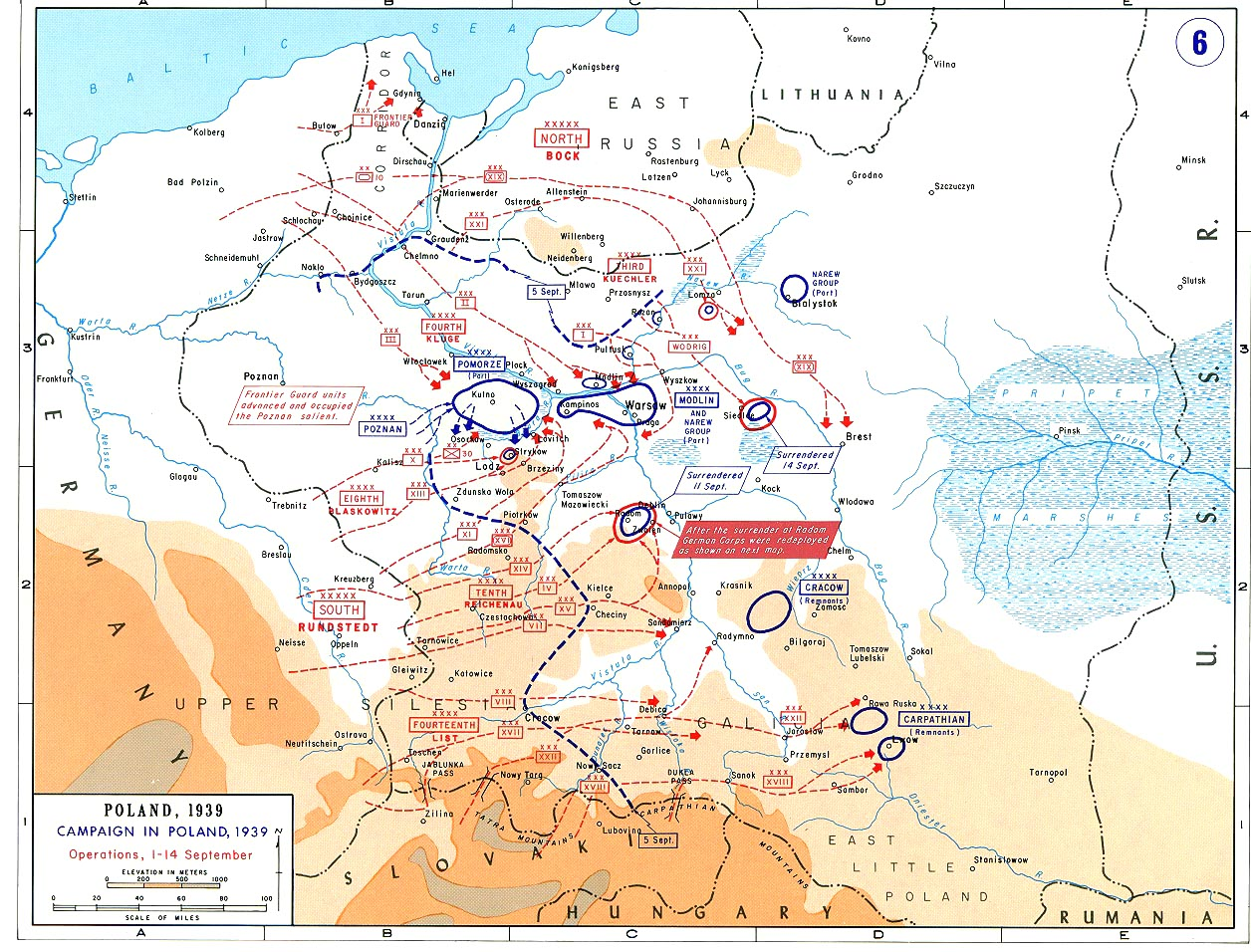
آرایش نیروها در روز ۱۴ سپتامبر به همراه مسیر حرکت آن‌ها تا این تاریخ.

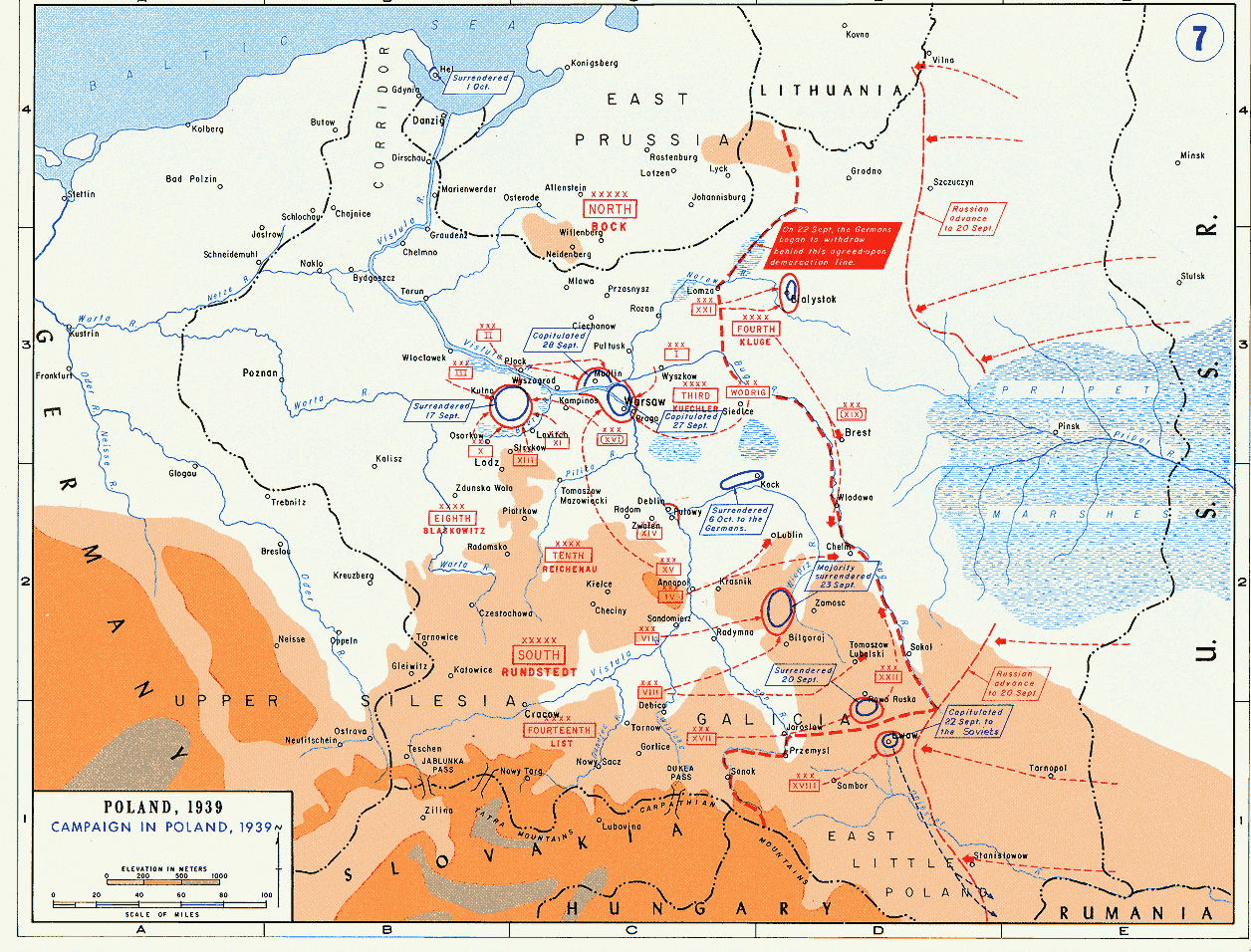
مسیر حرکت نیروهای طرفین پس از ۱۴ سپتامبر

## تاریخچه
در روز ۳ سپتامبر وزیر دفاع وقت دستور ایجاد نیرویی برای دفاع از پایتخت در برابر تهاجم نیروهای آلمانی را داد. پایتخت از روز اول جنگ تحت بمباران شدید نیروی هوایی آلمان نازی قرار داشت و در ابتدا تنها ۴ گردان پیاده‌نظام به همراه گروه‌هایی از واحدهای ضدهوایی و داوطلبان مردمی برای دفاع از شهر در دسترس بود. دفاع از حریم هوایی شهر بر عهده ۸۶ توپ ضدهوایی، ۵۴ جنگنده و تعداد نامشخصی مسلسل ضدهوایی بود.
طی روزهای بعد و به خصوص پس از نبرد بزورا واحدهای ارتش لهستان که زیر حملات مداوم زره‌پوش‌ها و هواپیماهای آلمانی قرار داشتند راه خویش را به سوی پایتخت محاصره شده گشودند. از روز ۱۳ سپتامبر شهر به صورت جدی محاصره گشت و تنها راه باقی مانده ارتباطی نواحی جنگلی میان ورشو و رود ویستولا بود.
در روز ۲۲ سپتامبر آلمانی‌ها خطوط ارتباطی باقی مانده میان شهر و دژ مودلین را قطع نمودند و در روز ۲۶ سپتامبر در اثر بمباران شدید آب آشامیدنی شهر قطع شد که باعث فشار بیشتر بر مردم غیرنظامی می‌گشت. نهایتاً در روز ۲۸ سپتامبر پایتخت لهستان و روز بعد از آن دژ مودلین رسماً تسلیم را پذیرفتند و نبرد پایان یافت.